# Jean de L'Aubespine
Pour les autres membres de la famille, voir Famille de L'Aubespine.
Jean de L'Aubespine (né vers  1558 mort à Orléans le 4 février 1596) est un ecclésiastique qui fut évêque de Limoges de 1583 à  1588 puis évêque d'Orléans de 1588 à sa mort.

## Biographie
Jean de L'Aubespine est un membre de l'influente famille de L'Aubespine, il est le fils de Gilles de L'Aubespine, avocat à Orléans et bailli de l'église Saint-Euverte d'Orléans et de Marie Gobelin. Il est également le neveu de Sébastien de L'Aubespine évêque de Limoges. 
Il est élevé par sa mère et devient chanoine de Notre-Dame de Paris et conseiller au Parlement de Paris, il reçoit en commende l'Abbaye Saint-Martial de Limoges (1582-1591) et Saint-Éloi de Noyon (1579-1596). À la mort de son oncle il lui succède sur le siège de Limoges et il est consacré en mars 1584 par Nicolas Fumée l'évêque de Beauvais. Il est transféré à l'évêché d'Orléans dès 1588. Il assiste aux États généraux de 1588-1589 à Blois et dans la guerre civile qui s'ensuit il prend le parti de la Ligue. Toutefois il rejoint le camp royaliste en 1592 et permet avec le maire, Jacques Chauvreux et le gouverneur de la ville Claude de La Châtre de La Maisonfort, la soumission de la cité d'Orléans à Henri de Navarre. Le 27 février 1594 il assiste au sacre du roi Henri IV, comme représentant de l'évêque de Noyon pair de France. Il est encore présent lors de l'Assemblée du clergé de 1595 et il meurt à l'âge de 38 ans le 23 février 1596.